# 普拉亞縣
普拉亞縣（葡萄牙語：Concelho da Praia）是西非島國佛得角的22個縣之一，位於背風群島的聖地亞哥島，首府設於普拉亞，面積258平方公里，該縣超過90%人口在普拉亞居住，2010年人口131,453。
14°57′N 23°31′W / 14.950°N 23.517°W